# Solomon W. Golomb

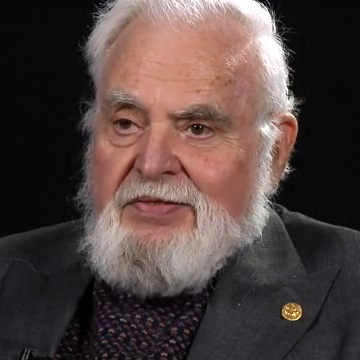
Solomon W. Golomb

Solomon Wolf Golomb (* 30. Mai 1932 in Baltimore, Maryland; † 1. Mai 2016 in Los Angeles, Kalifornien) war ein US-amerikanischer Mathematiker und Ingenieur. In der Unterhaltungsmathematik wurde er als Entdecker der Polyominos populär. Des Weiteren erfand Golomb eine Variante von Schachdame. Der breiteren Öffentlichkeit wurde er durch die nach ihm benannten Golomb-Lineale bekannt.

## Leben
Golomb war Professor für Elektrotechnik an der University of Southern California. Er spezialisierte sich auf Probleme der kombinatorischen Analyse (Golomb-Dickman-Konstante) sowie der Zahlentheorie (Golomb-Folge) und der Kodierung (Golomb-Code).
Seit 1976 war er Mitglied der National Academy of Engineering. 2003 wurde Golomb in die American Academy of Arts and Sciences und die National Academy of Sciences gewählt. Für 2011 wurde ihm die National Medal of Science zugesprochen, für 2016 die Benjamin Franklin Medal des Franklin Institute. Er war Fellow der American Mathematical Society, der American Association for the Advancement of Science und des Institute of Electrical and Electronics Engineers (IEEE).

## Schriften
- Polyominoes. Puzzles, Patterns, Problems, and Packings. 2. erweiterte Auflage. Princeton University Press, Princeton 1994, ISBN 0-691-08573-0